# ذراع الشعب (يريم)

تعديل مصدري - تعديل

ذراع الشعب هي إحدى قرى عزلة ارياب بمديرية يريم التابعة لمحافظة إب، بلغ تعداد سكانها 28 نسمة حسب تعداد اليمن لعام 2004.